# 松浦麻里奈
松浦 麻里奈（まつうら まりな ）は、日本のグラビアアイドル、モデル。宮崎県宮崎市出身。東京都在住。

## 来歴 ・経歴
2006年、私立鵬翔高等学校(宮崎県)卒業後に東京に上京し、ワタナベエンターテイメントカレッジオーディションにてファッションモデルコース養成所に入る。
主な卒業生は山田裕貴、イモトアヤコ、あばれる君、ハライチ,
やしろ優、見上愛、志尊淳、磯村勇斗,サンシャイン池崎,平野ノラ、四千頭身など。
- 2013年、ベストジーニスト 一般新人部門ファイナリスト第11位
- 2013年、マシェリバラエティ×光文社 FLASHグラビア争奪バトル ファイナル第9位
- 2014年、ミス東スポ ファイナル 第25位
- 2016年、海外ブランド水着｢PELADA｣ & gritterビューティーヒップコンテスト 20名以内に残る
- 2016年、日本一美人すぎるオタク決定戦～サマナーズウォーPR大使～ 決勝ベスト15
- 2017年、Miss Tourism world 2017 in Japanにて、「Miss Tourism CONGENALITY 2017」獲得した。
  - 『観光』を通じて自国と参加各国の美しさを称え合い、表現することを目的とした世界的なミスコンテスト。Miss Tourism world 2017 in Japan 世界60か国以上の各国代表は観光大使としてミス・ツーリズムの最終選考会へ参加し、世界でもトップクラスの名誉ある観光の大会で、「Miss Tourism CONGENALITY 2017」称号を獲得[2][3]。
- 2024年3月、麻衣阿、鳥海かう、八反美咲、さくらこと共に『男の青汁 7代目イメージガール』に就任[4]。

## 出演

### テレビ
- 2017年 海外・タイ王国で放映される旅行番組 「tadaima」モデル出演。タイ王国 地上波５chの

22:50分～30分番組で、毎週 金曜放映 1クールで(３ヶ月)
- ミテミテテレビ(mitemitetv)イマドキ女子動画情報局2016年・松浦麻里奈
- BeeTV
  - 『箱入り娘』全32話 2012/3[5]。
  - 『女の噂研究所』第66話〜（彼氏に、浮気メールを送りました編）2012/7[6]。
  - 『危険なカンケイ』（ゴールドフィンガー　マリナ役）[7]。
- NHK
  - 『星新一「地球から来た男」』同僚役
  - 『みんなでニホンGO!』「よろしかったでしょうか？編」ウェイトレス役
  - 『体感型記憶力向上ゲーム シーホース・パワー』最終問題 セクシー水着ガール役[8]
- web CM
  - 2014年 ペッパーフードサービス「ペッパーランチ 」20周年記念[9][10]
  - 2014年 「ペッパーランチ ワイルドステーキ＆サービスステーキ 秋篇」[11]。
- 2021年 関西テレビ ケンコバのバコバコテレビ〜週刊バコバコプレス〜
  - 第一話『エロスごはん研究所』〜松浦麻里奈と大河内美紗〜
  - 第二話『エロスごはん研究所2』〜松浦麻里奈と大河内美紗で作るまゆなむエロス料理〜
  - 第三話『出ちゃうサウナ』〜松浦麻里奈と大河内美紗でサウナ〜
- 2020年 【なおヤンのミニ四駆GO!GO!GO!】
- 2012年　TBSテレビ　ニンゲン観察バラエテ番組出演
- 2013年　関西テレビ放送『10人笑えばｽﾄライク！ 新春！東西対抗ボケボウル』（グラドル10人のC担当)
- テレビ朝日『遺留捜査3』第1話、第2話、第6話にてモデル出演

### CM
- サントリー「カロリ。」2009年
- ミツカン「米酢」2009年

### PV
- 杉本善得「Night&DAY」2008年
- ユニバーサルミュージック (日本)
UNIVERSAL MUSIC JAPAN〜Rola（ローラ） "Call Me Maybe" from TOKYO〜バックダンサー 2012年9月[12][13]。
- 宇多田ヒカル国内ツアー2018「Utada Laughter in the Dark Tour 2018」「Laughter in the Dark」宇多田ヒカル  又吉直樹によるショートムービー出演
- Alexandra Stan × TOMORO  「CASINO LIGHTS」水着ダンサー

### その他
- 2017年～ ニコ生 パチスロ実践番組「黒龍」「スロット×美女」[14][15]

- 2018年 井浦新・成田凌 出演の話題騒然R15映画！「ニワトリ★スター」「ニワトリ★スター」応援コメント[16]
- WOWOWサッカー番宣　「天城ごえ」松浦麻里奈
- BayTV ｢カラフルビタミン｣
- Ustream 新橋5丁目電視網〜「寝顔アイドル！松浦麻里奈編」〜
- お台場テレビ「東京どっかん火 LALabo」
- アレサネスミスの「CHANGE'S RADIO 」ラジオ<FM調布 83.8Mhz > ゲスト出演

## 雑誌
- 男の青汁7代目イメージガール広告モデル
  - 2024年5月〜2025年5月
  - 雑誌　トラッカー☆マガジン カミオン
  - 週刊　漫画ゴラク
  - 雑誌　特ダネTABOO
  - 週刊大衆
  - 週刊　ヤングマガジン
  - 雑誌　芸能 お宝最新特報 BUZOOOOON!!
  - 雑誌　FLASH！
  - 雑誌　FRIDAY
  - 雑誌　実話ブンカ超タブー
  - 雑誌　パチンコ必勝本プラス
  - デイリースポーツ新聞[17][18][19]
  - 夕刊フジ[20]
  - スポーツニッポン新聞
  - 東京スポーツ新聞[21][22][23]
  - 東京中日スポーツ新聞
  - デラベッピン[24][25]

- 雑誌 ヤングマガジン
「ピアドル松浦麻里奈&男の青汁7代目イメージガール」2024/9/20
- 雑誌　実話BUNKA超タブー
「男の青汁7代目イメージガールが編集部に登場！」2024/12/2
- 週刊漫画ゴラク
「松浦麻里奈、鳥海かう、麻衣阿が編集室に遊びきたよ！」2024/12/13
- 週刊大衆
「編集部に遊びに来た男の青汁7代目ガール達」2024/12/16
- 東京スポーツ新聞
「男の青汁イメージガール８代目が決定！」2025/4[26]
- 雑誌パチンコ必勝本プラス
「初登場、ピアドル松浦麻里奈」2025/4/18
- 週刊大衆
「８代目決定！松浦麻里奈と共に3人の８代目お披露目！」2025/5/12
- 雑誌 昭和39年の俺たち
「ピアドル松浦麻里奈」2025/5/29
- 雑誌トラッカーマガジン☆カミオン
「ピアドル松浦麻里奈」2025/5/30
- 産業経済新聞社 夕刊フジ 〜男の青汁7代目 最終候補 記者発表〜2023/11/7(火)[27]
- デイリースポーツ新聞　〜男の青汁7代目 最終候補 記者発表2023/11/10(金)

- スポーツニッポン新聞　〜男の青汁7代目 最終候補 記者発表〜2023/11/11(土)
- 東京スポーツ新聞　〜男の青汁7代目 最終候補 記者発表〜2023/11/13(月)
- 東京中日スポーツ 〜男の青汁7代目 最終候補 記者発表〜2023/11/14(火)
- デイリースポーツ新聞〜麻里奈の推ススメ！〜2023/10/18、2023/09/30、2023/01/08、2022/12/03
- 東京スポーツ新聞〜ピアドル松浦麻里奈〜2023/1/12
- 東京スポーツ新聞　〜ピアドルのひな祭り〜2023/3/8[29]
- 夕刊フジ ひな祭り会ZAKZAK[30]
- デイリースポーツ新聞ピアドルひなまつり

- 光文社　雑誌FLASH！3月号　〜ピアドルのひな祭り〜[32]
- 光文社　雑誌FLASH！1月号　〜ピアドルの新年会〜
- 夕刊フジ ピアドル新年会zakzak[33]
- デイリースポーツ新聞 ピアドル新年会デイリー[34]
- 東京スポーツ新聞 ピアドル新年会東スポ[35]
- 雑誌　50代からの男のゴラク〜ピアドル〜2022/10/28
- 芸文社　雑誌カスタムカー　2023/11月号〜ピアドル松浦麻里奈のオススメ！〜
- 芸文社　雑誌トラッカーマガジン カミオン〜ピアドル松浦麻里奈〜　2022/12/01
- 雑誌　芸能お宝最新特報BUZOOOOON!!　2022/10月号、9月号、2023/1月号.9月号　〜ピアドル松浦麻里奈〜
- 東京スポーツ新聞〜ピアドル6周年〜2022年11/7[36]
- デイリースポーツ新聞〜ピアドル６周年イベント　加入新メンバーはインフルエンサーグラドル松浦麻里奈[37]
- 夕刊フジ  ピアドル一肌脱いで六周年[38]
- デイリースポーツ新聞〜ピアドルお披露目〜2022/08/06
- モーターマガジン社 カーナビLABO ムック本 2010.8月
- モーターマガジン社 ホリデーオ-ト カーナビ 2010.8月
- DUFF 「Horror and Summer」2011.9月[39]
- 週刊プレイボーイ 箱入り娘「あぁ、、、、、はいっちゃう〜」2012.3月
- ポートレート専科 2012.8月[40][41]
- 月刊でるパチ！「CRバーチャファイターレボリューション」 2012.8月号
- 週刊SPA!ハロウィン特集[42]
- 週刊実話　特大号巻頭カラーグラビア「松浦麻里奈金色のエロス」 2013.3月[43]。
- 光文社FLASH!「FLASH!グラビア争奪バトルファイナリスト9位」
- 双葉社「うたたね女子」写真集[44]。
- 週刊宝島城 グラビアいっぱい [45]。2013.9月
- ぶんか社 エキサイティングマックス！「うたたねがーるに夢中」2013.9月号
- 週刊大衆 増刊ブィーナス　隙エロス 美女たちの「うたた寝チラリズム」2013.10.22
- ぶんか社 カワサキバイクマガジン KBMギャル 2014.1月
- 日本カメラ社 日本カメラ 2015/4月,8月
- 日本カメラ社 シグマ交換レンズ world ムック本 2015/5月
- 日本カメラ社 ニコンD5500 マニュアル 2015/6月
- bea's up（ビーズアップ）ビューティーカレンダー コスメモデル

### その他
- web ゼクシィマガジン2014.6月
- TSUTAYA.com「eBOOKs」電子書籍写真集〜「ミス東スポ2014年 松浦麻里奈」〜
- web『soup.』眼鏡特集 2015.1月号
- web 東京カレンダー 金曜美女劇場 Vol.15。 2015.12.30[46]
- 京都着物かのん カタログモデル 2016
- メンズナックル スナップショット

## モデル・イベント
- 2006年ミスチキータバナナイメージガール
- 2007年度・宮崎一番街ファッションショー・キモノハーツ着物モデル
- バンタン2008年卒展フアッションショーモデル
- Pioneer FORUM 2008年 コンパニオン カロッツェリア
- 2012年9月「東レ パン・パシフィック・オープン・テニストーナメント」ジェットスター キャンペーンガール
- 2012年11月 海外ブランド「ARTIST」ビューティー&ファッションショー等、RUNWAYモデル出演
- 2013年 ミスユニバース主催バックｱｯﾌﾟbeauty eventｋ開催モデル出演
- Ｅye Ｄress マツエクサロンモデル 2014年12月
- image Model : livedoor ｢Peach」docomo Eye-Fiカード01
- 2014年 5月 BMW Tokyo25周年 キャンペーンガール
- 2016年  BMW 100周年記念 キャンペーンガール
- 2014年～2017年 豊洲・代々木BMW/MINI展示・試乗イベントガール
- 2016年 BMWオートサロン D1GP ライブ
- 2017年 東京コミックコンベンション2017（略称：東京コミコン2017）にて、CoolPropsのブースでモデル。
- 2014年度 カワサキバイクマガジン KBM GAL
- 2014年度 華貴婦人のピンク華麗[47][48]。四姉妹 長女イメージガール
- 2014年10月 代官山コレクション 華貴婦人モデル[49][50]
- 2016年 DAIKANYAMA COLLECTION 2016 着物ブランド『Sumire Ishioka』のモデルファッションショー出演
- 公益社団法人 日本広告写真家協会 小山敦也理事、 山田愼二先生によるワークショップモデルニコンカレッジ[51]
- Sammy2012 ぱちんこ CRバーチャファイターレボリューション [52][53]
- Sammy2013 ぱちんこ CR北斗の拳5 覇者　ゆりあ役 [54]
- Sammy2014 ぱちんこ CR北斗の拳6拳王　ゆりあ役 [55]
- WHITECUBE SmartSoundSystem イメージガール
- 日本元気プロジェクト☆バニーガール
- 釘バットファッションショー 虎ノ門ヒルズ 2015年4月4日
- J.O.PROJECT in BRUE TOKYO FESTIVAL フアッションショーモデル 2015年3月24日
- 株式会社トップワイジャパン プレスリリース 2015年5月6日[56][57]。
- トップワイアワード215感謝祭 ステージモデル 2015年12月13日
- バンタンヘアショー モデル 2016年2月28日
- 全国 2016*コンテスト & hair make show新宿京王プラザにて。
- 東京ドームシティー ホール『UNITED DANKS hair show 2017 』美容室フォルテ ヘアモデル ヘアショー[58]
- 鈴鹿サーキット ETCC 120分耐久レース 「team advance」 10周年記念 advanceレースクイーン 2016年４月３日
- 富士スピードウェイ 「team advance」レースクイーン ２０１７
- 2016年 『創業45 周年記念 タイヤのハルタ大感謝祭』アシスタント司会
- 2017年8月 ミス・ツーリズム・ワールド・ジャパン オーディション&エチオピア ファッションショーモデル
- 2018年2月 ホリエモン万博 ファッションショーモデル
- 週刊バコバコプレス

### 舞台
- 2008年★新宿スペースゼロ 「新八犬伝08」　作演出　羽広克成

### DVD
- Mission 松浦麻里奈 　2013/04/20　Tract発売